# Мінеральні добрива
Штучні (мінеральні) добрива — вироби однієї з галузей хімічної промисловості, що містять поживні елементи, потрібні для сільського господарства. Застосування штучних добрив сприяє збільшенню врожайності сільськогосподарських культур, покращенню якості продукції та спричиняє підвищення стійкості рослин у несприятливих кліматичних умовах. Найчастіше у ґрунті немає відповідної кількості азоту, фосфору й калію. Тому азотні, фосфорні та калійні мінеральні добрива широко застосовуються у сільському господарстві.
У другій половині XIX століття — на початку XX століття Україна, як зрештою і Російська імперія, імпортували калійні добрива і калійні солі. Експлуатацію родовищ в Україні розбудовано після Другої світової війни. Промислове виробництво сконцентроване на західноукраїнських землях. На Прикарпатті відомі 13 родовищ, зокрема калусько-голинське, стебницьке і бориславське родовища калійних солей. На їх базі в Калуші й Стебнику створено хімкомбінати, що виробляють калійні добрива. Родовища калійних солей відкрито також на північно-західній окраїні Донбасу біля м. Слов'янськ й Артемівськ. Хлорид калію виробляє тепер Дніпровський титано-магнієвий комбінат (Дніпро).
Азотно-тукова промисловість створено ще перед Другою світовою війною, і ця галузь обслуговує потреби сільського господарства і промисловості. Виробництво азоту розміщено близько великих коксохімічних заводів на Донбасі й Придніпров'ї, а також на трасі газопроводу Ставрополь — Москва (Лисичанське та інші).
Промисловість фосфатних добрив виробляє мінеральні фосфатні і складні добрива, фосфатні солі, сірчану кислоту й інші вироби. В Україні від тривалого часу діяли одеський і вінницький суперфосфатні заводи, що їх за повоєнних років реконструйовано і значно розбудовано. Збудовано нові заводи у Сумах, Костянтинівці й Одесі. Фосфатні добрива виготовляють також підприємства чорної й кольорової металургії, зокрема маріупольський комбінат «Азовсталь». Крім покриття власних потреб, фосфатні добрива Україна вивозить у всі південні райони СРСР.
| ×                                | 1913 | 1940 | 1965 | 1975 | 1984 |
| Мінеральні добрива в тому числі: | 36   | 1012 | 1582 | 3058 | 4790 |
| азотні                           | ….   | ….   | 801  | 2222 | 3044 |
| фосфатні                         | ….   | ….   | 519  | 1179 | 1460 |
| калійні                          | ….   | ….   | 262  | 456  | 284  |

Не зважаючи на поважне збільшення виробництва штучних добрив, сільське господарство України, як зрештою й інші райони СРСР, ще й надалі не належно забезпечені штучними добривами. Тим і слід пояснити значно нижчу врожайність сільськогосподарських культур України у порівнянні з країнами Західної Європи і Північної Америки.